# ديزج أمير مدار
ديزج أمير مدار هي قرية في مقاطعة أسكو، إيران. عدد سكان هذه القرية هو 2,990 في سنة 2006.